# Raymond Floyd
Raymond Loran "Ray" Floyd (Fort Bragg, Carolina del Norte, Estados Unidos, 4 de septiembre de 1942) es un golfista estadounidense que se destacó a nivel profesional. Ganó cuatro torneos majors: el Masters de Augusta de 1976, el Abierto de los Estados Unidos de 1986 y el Campeonato de la PGA de 1969 y 1982. Además, resultó segundo en el Masters de Augusta de 1985, 1990 y 1992, el Campeonato de la PGA de 1976 y el Abierto Británico de 1978, totalizando 13 top 5 y 28 top 10.
Floyd logró 22 victorias, 24 segundos puestos y 163 top 10 en el PGA Tour. Resultó segundo en la lista de ganancias de las temporadas 1981 y 1982, quinto en 1985, sexto en 1969, séptimo en 1976 y 1977, noveno en 1986 y décimo en 1980. Además, ganó el Trofeo Vardon al menor promedio de golpes en 1983.
En 1992 logró su última victoria en el PGA Tour y resultó 13º en la lista de ganancias con 50 años de edad. Al mismo tiempo debutó en el Senior PGA Tour, donde resultó segundo en las temporadas 1994 y 1995. Logró 14 triunfos en el circuito de veteranos, entre ellos cuatro majors: el Tradition de 1994, el Campeonato de la PGA de Veteranos de 1995 y el Senior Players Championship de 1996 y 2000, además de dos en el Senior Tour Championship de 1992 y 1994.
Por otra parte, Floyd disputó ocho ediciones de la Copa Ryder entre 1969 y 1993, obteniendo 13,5 puntos de 31, y la Copa Dunhill de 1985 y 1986, donde acumuló cinco victorias y tres derrotas.
El norcarolino ingresó en el Salón de la Fama del Golf Mundial en 1989.